# Esther Fischer-Homberger
Esther Fischer-Homberger (Affoltern am Albis, 15 maggio 1940 – Berna, 21 marzo 2019) è stata una psichiatra e storica svizzera, le sue ricerche si sono focalizzate sulla storia della psichiatria, psicosomatica, medicina forense e la storia medica delle donne.

## Biografia
Nata nel maggio 1940 ad Affoltern am Albis, Cantone di Zurigo, Ha frequentato la scuola a Zollikon vicino a Zurigo e Basilea. Fischer-Homberger ha conseguito la laurea in medicina a Neuchâtel e Zurigo, con una tesi in storia della psichiatria sul tema "La follia circolare".
Dal 1968 al 1973 è stata assistente presso l'Istituto di storia medica dell'Università di Zurigo con Erwin Heinz Ackerknecht. La sua abilitazione , "La nevrosi traumatica; dalla sofferenza somatica a quella sociale" (1975), è avvenuta all'Università di Zurigo. Dal 1978 al 1984 è stata docente alla cattedra di storia medica presso l'Università di Berna, dalla quale si è dimessa nel 1984 per dedicarsi alla pratica psicoterapeutica. Nel 1993 ha conseguito il diploma di massaggiatrice presso l'Esalen Institute, in California. Dal 1997 è stata terapista della Psicoterapia Immaginativa Katathym. Dopo aver lavorato come assistente presso il centro di intervento in caso di crisi dei Servizi psichiatrici universitari di Berna (KIZ / UPD Bern), dal 2005 è stata specialista in psichiatria e psicoterapia.
Fischer-Homberger era interessata alla funzionalità o disfunzionalità psicologica e sociale di parole e concetti, specialmente nell'uso psichiatrico, psicoterapeutico e medico. Le sue pubblicazioni e i suoi testi trattavano argomenti di teoria internazionale e femminismo. Condusse ricerche su Pierre Janet (1849-1947). Dal 1961 al 2015 ha lavorato per vari media come recensore cinematografico.
Fischer-Homberger è morta il 21 marzo 2019 a 79 anni.

## Vita privata
Fischer-Homberger è stata sposata con Kaspar Fischer (1938-2000) dal 1965 al 1988. Tre i figli, un maschio e due gemelli (un maschio e una femmina). Dal 1984 viveva con Marie-Luise Könneker, insieme a suo figlio, nella stessa casa a Berna.  

## Opere selezionate
- Das zirkuläre Irresein, Juris, Zurigo, 1968 (Zürcher medizingeschichtliche Abhandlungen, Neue Reihe, Band 53)
- Ipocondria. Melancholie bis Neurose: Krankheiten und Zustandsbilder, Huber, Berna 1970
- La nevrosi traumatica. Vom somatischen zum sozialen Leida, Huber, Berna 1975 ISBN  3-456-80123-8; Psicosociale, Giessen 2004, ISBN 3-89806-275-9
- Geschichte der Medizin, Springer, Berlino/Heidelberg/New York 1975;  Auflage ebenda 1977, ISBN 3-540-07225-X
- Krankheit Frau und andere Arbeiten zur Medizingeschichte der Frau, Huber, Berna 1979, ISBN 3-456-80688-4
- Medizin vor Gericht. Gerichtsmedizin von der Renaissance bis zur Aufklärung, Huber, Berna 1983, ISBN 3-456-81282-5
- Götterspeisen, Teufelsküchen (con Marie-Luise Könneker), Luchterhand, Francoforte sul Meno 1990, ISBN 3-630-86732-4
- Fame – Herz – Schmerz – Geschlecht. Brüche und Fugen im Bild von Leib und Seele, eFeF, Berna 1997, ISBN 3-905561-14-X